# Kurier Czerwony
Kurier Czerwony (według obowiązującej w Polsce międzywojennej ortografii Kurjer Czerwony) – dziennik popołudniowy wydawany w latach 1922–1939 w Warszawie przez stołeczny koncern prasowy Dom Prasy S.A.

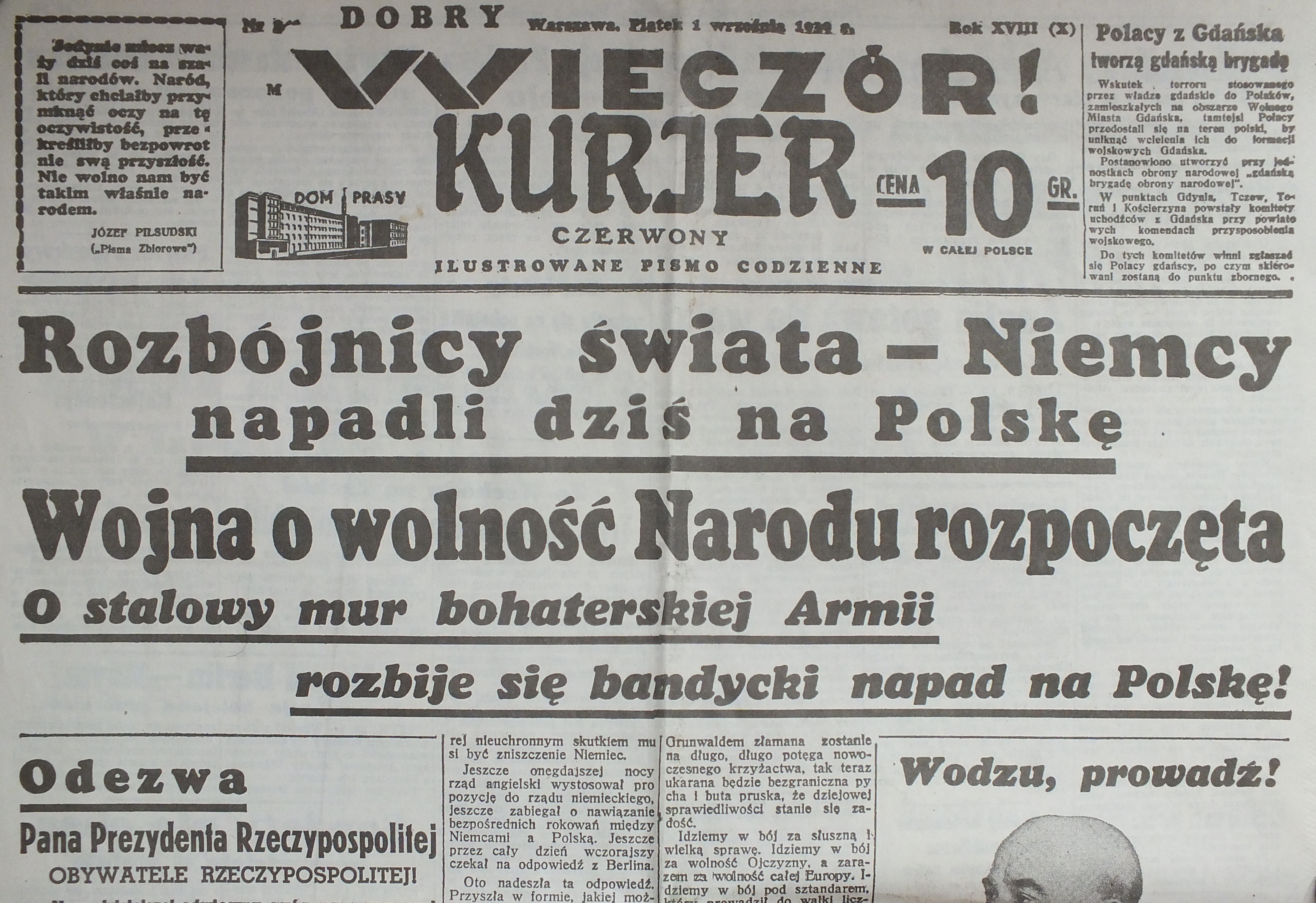
„Kurier” z piątku 1 września 1939 roku

Założycielem i redaktorem naczelnym był dziennikarz i wydawca Henryk Butkiewicz. W latach 1925–1931 duży wpływ na dziennik miał red. Zygmunt Augustyński.  W 1932 pismo połączyło się z wychodzącym od 1929 dziennikiem „Dobry Wieczór” i od tego momentu ukazywało się pod tytułem „Dobry Wieczór! Kurjer Czerwony”.
Kurier Czerwony był dziennikiem sensacyjnym (bulwarowym), jednak o wyraźnie określonych sympatiach politycznych − prorządowych i propiłsudczykowskich. Nazwa wywodziła się z koloru winiety tytułowej. 
Do 1939 siedziba redakcji i drukarnia „Kuriera” mieściły się w Domu Prasy przy ul. Marszałkowskiej 3/5.